# Bondy
Bondy è un comune francese di 51 066 abitanti situato nel dipartimento della Senna-Saint-Denis nella regione dell'Île-de-France.

## Società

### Evoluzione demografica
Abitanti censiti

## Amministrazione

### Gemellaggi
- Furci, dal 1999
- Alcácer do Sal
- Tambacounda
- Berkane
- Nedroma